# Gūrpān
Gūrpān (persiska: گورپان) är en ort i Iran.   Den ligger i provinsen Nordkhorasan, i den nordöstra delen av landet, 500 km öster om huvudstaden Teheran. Gūrpān ligger 1 039 meter över havet och antalet invånare är 195.
Terrängen runt Gūrpān är platt, och sluttar västerut. Runt Gūrpān är det ganska glesbefolkat, med 30 invånare per kvadratkilometer. Närmaste större samhälle är Kesreq, 17,3 km norr om Gūrpān. Trakten runt Gūrpān är ofruktbar med lite eller ingen växtlighet.